# Caccobius fukiensis
Caccobius fukiensis là một loài bọ cánh cứng trong họ Bọ hung (Scarabaeidae).